# Pont-l'Évêque (Normandia)
Pont-l'Évêque è un comune francese di 4 329 abitanti situato nel dipartimento del Calvados nella regione della Normandia.

## Società

### Evoluzione demografica
Abitanti censiti